# Merengue típico
El merengue típico (también conocido como merengue cibaeño o coloquialmente como perico ripiao) es un género musical de la República Dominicana y el estilo de merengue más antiguo.  Merengue típico es el término preferido por la mayoría de los músicos porque es más respetuoso y enfatiza la naturaleza tradicional de la música. Los instrumentos que se utilizan son el acordeón, bajo, güira, conga y la tambora.
El merengue típico es el estilo de merengue más antiguo que todavía se interpreta en la actualidad (generalmente en la República Dominicana y los Estados Unidos), y sus orígenes se remontan a la década de 1850. Tiene su origen en la ciudad rural de Navarrete (Villa Bisonó), región del valle norte alrededor de la ciudad de Santiago llamada Cibao, de donde surgió el término "merengue cibaeño".  Originalmente se tocaba con la raspadora de metal llamada güira, la tambora y un instrumento de cuerda (generalmente una guitarra o una variante como el tres). Los instrumentos de cuerda fueron reemplazados por acordeones de botones diatónicos de dos hileras cuando los alemanes comenzaron a viajar a la isla en la década de 1880 como parte del comercio de tabaco. Posteriormente, se añadió la marímbula, un lamelófono bajo relacionado con la mbira africana, para completar el sonido. El "merengue típico" es muy popular no sólo en la República Dominicana sino que ha migrado a los Estados Unidos y muchos otros países.

## Orígenes tempranos
El merengue aparece por primera vez en el Caribe en la década de 1850. La evidencia documentada más antigua del merengue en la República Dominicana son artículos periodísticos que se quejan de este desplazamiento de baile "lascivo" de la tumba anterior.
Los primeros merengues se tocaban con instrumentos de cuerda, pero el acordeón llegó a la isla en la década de 1880, introducido por comerciantes alemanes, y rápidamente se convirtió en el instrumento principal del merengue.
Hasta la década de 1930, la música se consideraba inmoral. Se dice que su nombre más descriptivo y colorido, perico ripiao (literalmente "loro rasgado" en español) era el nombre de un burdel en Santiago donde se tocaba la música. Los moralistas intentaron prohibir la música y el baile provocativo que la acompañaba, pero con poco éxito. El dictador Rafael Leónidas Trujillo trajo consigo acordeonistas a su campaña electoral y, una vez que asumió el poder, se aseguró de que el merengue fuera adoptado como música nacional por todas las clases de dominicanos.

### Posibles orígenes
Los orígenes del baile merengue no están claros, por decir lo menos, pero se cree que la ciudad de Navarrete es el lugar exacto de origen del merengue típico. El músico Nico Lora, natural de ese pueblo, lo perfeccionó y es autor de muchos temas de merengue muy conocidos con una antigüedad de hasta 100 años.[cita requerida] Las versiones oficiales promueven el origen de las tres culturas, utilizando en conjunto el acordeón europeo. Con la tambora africana y la güira taína.

### Cambios, fusiones e innovaciones 1970-1980
Después del asesinato de Trujillo, la sociedad dominicana cambió rápidamente a medida que se aceleraron los procesos de urbanización y migración. El merengue típico también cambió.  Gracias al esfuerzo de artistas como El Ciego de Nagua, y particularmente Tatico Henríquez, la música se volvió más rápida y técnicamente más exigente, al tiempo que incorporaba nuevos instrumentos. Reemplazaron la marimba por bajo eléctrico y agregaron saxofón y congas.
La popularidad del merengue en el extranjero en Nueva York durante la década de 1980 provocó un cambio en la producción del género en la República Dominicana. La letra utilizó menos jerga y lenguaje específico de los dialectos dominicanos del español para que los oyentes no dominicanos la entendieran. También se produjo un cambio hacia un ritmo más rápido para los intérpretes de merengue, lo que provocó un debate entre los dominicanos sobre si los cambios que se produjeron deberían considerarse merengue u otro género. Muchos temían que demasiada influencia internacional empeoraría el estilo, perdiendo las raíces que hicieron popular al merengue.

### Década de 1990 hasta el presente
En la década de 1990, una nueva generación de músicos añadió un bombo, tocado con pedal por el "Guirero", y timbales, tocados por el "Tamborero" para los rellenos. A Agapito Pascual se le atribuye la creación del nuevo estilo denominado "merengue con mambo" en 1987 con su grabación "La Vieja y su Pipa".  Merengue con mambo se refiere a un merengue con una segunda sección basada en ritmos duros y riffs tocados por el acordeón y el saxofón juntos. Este es el estilo dominante hoy en día que ha sido explorado más a fondo por artistas como Ricardo Gutiérrez (El rey joven del acordeón) El Prodigio, Geovanny Polanco, Raúl Román (hijo de la leyenda del acordeón Rafaelito Román) y Kerubanda. Artistas como Krisspy y Shino Aguakate han ampliado aún más los límites del género con más mambo y fusiones con otros ritmos como el reguetón, y muchos artistas como Fulanito han fusionado el acordeón estilo merengue con la música rap. Una nueva generación de músicos de merengue, en particular Limi-T 21, ha intentado crear una fusión de orquesta de merengue y perico ripiao en canciones como "Que Lo Bailen". Los tempo de la música también se han transformado, originalmente entre 130 y 140 tempo, pero hoy en día a veces se aceleran de 160 a 190 tempo.

## Ritmos
Hoy en día, el merengue típico consta de varios ritmos diferentes.  El merengue derecho, o merengue directo, es el tipo de merengue de ritmo rápido y parecido a una marcha que los estadounidenses están más acostumbrados a escuchar. Se dice que el pambiche o merengue apambichao se desarrolló durante la Ocupación estadounidense de la República Dominicana (1916-1924), tomando su nombre de la tela "Palm Beach" que usaban los soldados estadounidenses.  Su tempo suele ser más lento que el del merengue derecho y puede reconocerse por los ritmos más sincopados tanto en el bajo como en la tambora.  Probablemente sea el ritmo más querido por los aficionados al típico: se dice que bailarlo requiere más habilidad ya que es más complicado y sincopado que el merengue derecho, y ayuda a diferenciar el género típico ya que los grupos de orquesta lo utilizan con poca frecuencia.  Guinchao es un tercer ritmo desarrollado más recientemente y que es una combinación de los otros dos.  El alguna vez común paseo, una lenta introducción durante la cual las parejas paseaban por la pista de baile, ahora es común sólo en presentaciones folclóricas.  Antiguamente también se tocaban con acordeón otras danzas como la mangulina, el carabiné, la polca, el guarapo y el zarambo, pero ahora generalmente sólo se escuchan en presentaciones folclóricas.

## Terminología del merengue
En merengue, se utilizan diversas jergas para referirse a instrumentos, calidad, el acto de tocar, etc. A continuación se muestra una lista de términos.
- Botao: Jerga para un solo.  Generalmente en tambora, güira, acordeón o conga.

- Guayo: Significa "rallador", otra palabra para el instrumento güira.

- Mambo: No debe confundirse con el estilo de música cubana del mismo nombre. "Mambo" en un contexto de merengue puede ser merengue de orquesta o merengue típico, pero es un estilo de interpretación que implica un gran énfasis en los riffs de conga, tambora y cencerro. Se cree que fue popularizado por primera vez por el acordeonista Agapito Pascual. El merengue con mambo a veces incluye solos, pero es esencialmente un riff de saxofón o acordeón que se repite sobre un ritmo pesado. La mayoría de las canciones tienen una sección dedicada al Mambo, ya sea cerca del final de la pista o después del segundo verso de la canción, pero algunas canciones se basan completamente en este estilo. El merengue con mambo a menudo se toca con ritmo de maco en la tambora, ya que se puede tocar a un ritmo más rápido. El ritmo de Pambiche rara vez se utiliza en merengue con mambo. También se puede utilizar para gritar en canciones, popularizadas por artistas como Geovanny Polanco, Shino Aguakate y El Prodigio.

- Golpe: Ritmo de güira, tambora o conga.

- Cuero: Generalmente significa piel de vaca en español, pero en merengue se refiere la mayor parte del tiempo a una piel de tambora.

- Chivo: Significa cabra, pero se refiere a una piel de cabra para tambora.

- Merengue derecho: Merengue "directo", el tipo que la mayoría conoce. Se toca una versión simplificada en la primera parte de un merengue de dos partes.

- Maco: Tomado de la orquesta merengue, este ritmo de tambora es esencialmente rim-slap-rim-open. Se puede jugar más rápido.

- Pambiche: Es otro baile similar al merengue, con un ritmo de tambora más sincopado del que existen muchas variaciones.